# フェルッチョ・タリアヴィーニ
フェルッチョ・タリアヴィーニ（イタリア語：Ferruccio Tagliavini、1913年8月14日 - 1995年1月28日）は、イタリアの声楽家（テノール）、オペラ歌手、俳優。主に1940年代と1950年代に活躍した。暖かく柔らかな声と説得力のあるフレージングを持つ、典型的に優雅なテノールで、ティート・スキーパとベニャミーノ・ジーリの後を継ぎ、20世紀で最も人気のある、「甘美」とお墨付きされたトリオを成した。タリアビーニという表記もみられる。

## 経歴

### 若年期
レッジョ・エミリア郊外にあるヴィラ・カヴァッツォーリの生まれ。子供の頃、家族と一緒にバルコ（イタリア語版）に移り住み、歌が好きになり、職業訓練校に通った後、ヴァイオリンを習い始め、教会の聖歌隊で歌い、「小さなカルーソー」というニックネームで呼ばれるようになった。両親は彼に歌のレッスンを受けるように勧めた。彼は電気工学や機械工学に惹かれていたが、父親の説得により、レッジョ・エミリアの「アキレ・ペリ」学院に入学し、1931年に指揮者のピエトロ・メローニから初めて歌のレッスンを受けた。1935年、第二次エチオピア戦争が勃発すると、志願してイタリア領東アフリカに出発し、1年間滞在した。

### 歌手としての経歴
24歳のとき、パルマの歌のコンクールに参加し、奨学金を得てアッリーゴ・ボーイト音楽院（パルマ音楽院）に入学し、イターロ・ブランクッチの指導を受けた。1938年には全国ドーポラヴォーロ事業団主催の「Concorso Nazionale di Canto Lirico」（全国叙情歌コンクール）で優勝し、フィレンツェのコムナーレ劇場（フィレンツェ市立劇場）の専門コースに入所することができた。フィレンツェでの指揮者のマリオ・ラブロカの支援と助言、テノールのアメデオ・バッシの指導は彼にとって貴重なものとなった。1938年にフィレンツェ五月音楽祭のベルカント・コンクールで第1位を獲得し、同年10月27日にフィレンツェでジャコモ・プッチーニ『ラ・ボエーム』のロドルフォ役でデビューを飾り、大成功を収めた。同年にはマルティーニ＆ロッシのコンサートでラジオデビューも果たしている。1942年1月29日にミラノ・スカラ座で、ジャンナ・ペデルツィーニ（英語版）、ジーノ・ベーキ、タンクレディ・パセロ（英語版）と共演したロッシーニ『セビリアの理髪師』で重要なデビューを果たした。1943年から1945年の間には、イタリア戦線においてアメリカとイギリスの連合軍のために数多くのコンサートで歌った。
1946年6月11日、ブエノスアイレスのテアトロ・コロンに、妻のピア・タシナーリを伴ってプッチーニ『トスカ』でデビューした。1947年1月10日にはプッチーニ『ラ・ボエーム』でニューヨークのメトロポリタン歌劇場にデビューし、1954年まで定期的に公演を行った。1950年9月13日には、ロンドンのロイヤル・オペラ・ハウスで同オペラに出演し、1951年7月1日にはパリ・オペラ座にヴェルディ『仮面舞踏会』でデビューした。
1962年、7年ぶりにメトに戻り、ドニゼッティ『愛の妙薬』と『ラ・ボエーム』で最後の出演を果たした。1970年7月21日、ベネヴェントのローマ劇場での『愛の妙薬』を最後にオペラから引退した。1981年5月20日、ニューヨークのカーネギー・ホールにおけるマスカーニ『友人フリッツ』のコンサート形式の公演で演奏活動を締めくくった。

### 映画
1941年、写真映りが良い顔立ちのおかげで、マリオ・マットーリ（英語版）監督の映画『Voglio vivere così（en:I Live as I Please）』で映画界に登場し、大衆に熱狂的に受け入れられた。この映画で彼は、ティト・マンリオ作詞・ジョヴァンニ・ダンツィ作曲のテーマ曲を歌い、これが彼の代表曲となった。
彼の映画キャリアは1950年代末まで続き、喜劇映画やオペラ映画など8本の映画に参加した。その中のひとつ、『Anema e core（en:My Heart Sings）』では、歌の才能に恵まれた電気技師を演じ、自伝的なものとなっている。

### 私生活
1940年11月、パレルモのポリテアマ・ガリバルディ（ポリテアマ劇場）（英語版）で上演された『友人フリッツ』で、ソプラノのピア・タシナーリと出会い、彼女と恋に落ちた。2人は1941年4月30日に結婚した。
彼は成功を収め幸せな結婚生活を送っていたにもかかわらず、人間関係を隠すことを気にせず、勇敢な冒険を怠らなかった。アメリカに住んでいた1949年には、若い歌手のメアリー・フィリップスから父性を疑われて訴えられ、当時18ヵ月だったフィオレンツァ・テレサのために1,050ドルを支払うことになった。その一方で、スペインの元ミス・カルメンとも深い関係になり、1950年8月に娘のナンダを授かった。また、ソプラノ歌手のアンナ・モッフォやアメリカ人のスーブレット（娘役のソプラノ）のジェン・ジェンとも恋愛関係にあった。
1970年代にはソプラノ歌手のイザベラ・ストラマグリアと同棲を始め、1992年8月1日にピア・タシナーリとの離婚を経て彼女と結婚した。1974年には、イザベラとの間にも娘が生まれている。
1988年、レッジョ・エミリアの市立劇場で開催されたガラパーティで、「Una vita per il teatro（劇場の生活）」というAgis Bnl賞を受賞した。その後、彼は老後を貧困と孤独の中で過ごし、カヴリアーゴの老人ホーム「ヴィラ・イルヴァ」に住むことを余儀なくされた。長年にわたりルチアーノ・パヴァロッティから毎月の手当を受けていた。
以前から悩まされていた深刻な呼吸器系の問題により、レッジョ・エミリアのスパランツァーニ病院に長期入院した後、エミリアのホスピスを経て、エレガントな別荘で81歳の生涯を閉じた。彼はレッジョ・エミリアの郊外の墓地に埋葬されている。

## 日本との関係
無類の親日家であり、何度も来日している。音楽誌等の反響において、日本での絶大な人気と知名度が窺える。

### 来日公演
昭和音楽大学オペラ情報センター等による。
- 1954年5月 プッチーニ『ラ・ボエーム』ロドルフォ フエルチオ・タリアビーニ来日記念 グルリツト・オペラ協会特別公演[7]（イタリア語・日本語混成上演、日本語訳詞・原信子）
- 1955年10月 マスネ『ウェルテル』演出、ウェルテル ピア・タシナーリ フエルチオ・タリアビーニ来日記念公演[8]（イタリア語・日本語による翻訳上演、日本語訳詞・原信子）
- 1959年2月 - 3月 プッチーニ『ラ・ボエーム』ロドルフォ 第2次NHKイタリア歌劇団[9]
- 1959年2月 - 3月 ドニゼッティ『愛の妙薬』ネモリーノ 第2次イタリア歌劇団[10]
- 1965年6月 プッチーニ『トスカ』音楽総監督、カヴァラドッシ イタリア・オペラ 日本シーズン[11]
- 1965年6月 プッチーニ『ラ・ボエーム』音楽総監督 イタリア・オペラ 日本シーズン[12]
- 1965年6月 - 7月 ヴェルディ『椿姫』音楽総監督 イタリア・オペラ 日本シーズン[13]
- 1968年 全国各地で独唱会[14]

### 掲載等
国立国会図書館デジタルコレクションによる。
- 音楽の友. 12(1) (音楽之友社 1954-01-01) タリアビーニの来朝のこと/佐々木行綱
- レコード芸術. 3(2) (音楽之友社 1954-02) タリアヴィーニ來朝
- レコード芸術. 3(3) (音楽之友社 1954-03) 口繪 フェルッチオ・タリアヴィーニ タリアヴィーニ物語 / 高橋功
- 家庭よみうり. (377) (読売新聞社出版局 1954-04) タリアビーニ来日
- 週刊読売 = The Yomiuri weekly. 13(18) (読売新聞社 1954-04) 本社が招いたテナー、タリアヴィーニと語る(プロフイル)  / 山崎功
- レコード芸術. 3(4) (音楽之友社 1954-04) フェルッチオ・タリアヴィーニを語る / 松本太郞 タリアヴィーニというテナー / 宮澤縦一
- ボオム. 3(5) (音楽と舞踊社 1954-05) フォルチオ･タリアビーニ / 堀昌平
- レコード芸術. 3(5) (音楽之友社 1954-05) タリアヴィーニ来朝 試聴記 海外LP試聴記--聖譚曲「エリヤ」全曲 フィッシャーの「皇帝協奏曲」 ストコフスキーの「シェエラザード」 ソヴィエトの三人の演奏家 タリアヴィーニの二重唱 アンダルシアの喜びと悲しみ / 村田武雄、八木進、藁科雅美、長島卓二、高橋功
- 音楽芸術. 12(6) (音楽之友社 1954-06) タリアヴィーニ評 / 薗田誠一
- 音楽の友. 12(6) (音楽之友社 1954-06-01) グラビア 来日した名演奏家、カラヤン、タリアヴィーニ、バックハウス/丹野章 タリアヴィーニと語る/大谷冽子
- ボオム. 3(6) (音楽と舞踊社 1954-06) タリアビーニと｢ラ･ボエーム｣ / 東海林和樹
- レコード芸術. 3(6) (音楽之友社 1954-06) 口絵 フェルッチオ・タリアヴィーニ
- 音楽芸術. 12(7) (音楽之友社 1954-07) タリァヴィーニの遺したもの / 牧定忠
- 音楽の友. 12(7) (音楽之友社 1954-07-01) タリアヴィーニのラ・ポエーム
- アサヒカメラ = Photograpy journal Asahicamera. 39(7) (251) (朝日新聞出版 1954-07) タリアビーニ氏 / 木村伊兵衞
- 音楽の友. 13(10) (音楽之友社 1955-10-01) タリアヴィーニ夫妻の来訪/宮沢縦一
- レコード芸術. 4(10) (音楽之友社 1955-10) 試聴記 タリアヴィーニの「歌劇愛唱集」 / 志鳥栄八郎
- 芸術新潮. 6(11) (新潮社 1955-11) 藝術界〝時の人〟 コステラネッツ、エルマン、タリアビーニ夫妻、新羽左衞門、關寺小町、丹下健三、マギー・ルフ、柳田美代子 アート寫眞版
- 音楽芸術. 13(12) (音楽之友社 1955-12) 外来演奏家評――タリアビーニ夫妻･エルマン / 薗田誠一、四家文子、柴田喜代子、小野アンナ  タリアビーニ夫妻を聴いて / 薗田誠一
- 音楽の友. 13(12) (音楽之友社 1955-12-01) タリアヴィーニ・タッシナーリ/小松紀三男 オペラに生きる 御夫妻座談会/タリアヴィーニ、タッシナーリ、柴田睦陸、柴田喜代子
- 世界の音楽家 大竹省二 撮影 (朝日新聞社 1955) 70-72 フェルッチオ・タリアヴィーニ Ferruccio Tagliavini
- 音楽の友. 17(2) (音楽之友社 1959-02-01) 対談 来日するイタリア・オペラの人々 マリオ・デル・モナコ フェルッチョ・タリアヴィーニ ガブリエラ・トゥッチ アルド・ブロッティ ジュリエッタ・シミオナート リナ・ジーリ ETC/牧定忠、宮沢縦一
- レコード芸術. 9(9) (103) (音楽之友社 1960-09) 海外LP試聴記 スメタナ四重奏団のスメタナの弦楽四重奏曲第一番「わが生涯より」 ハイティンク指揮のドヴォルザークの交響曲「第二番」 ルービンシュタインの弾くショパンの「マズルカ」全曲 カラス タリアヴィーニの歌劇「ルチア」全曲 ザヴァリッシュ指揮のドヴォルザークの交響曲「新世界より」 フランチェスカッティ カサドジュの「クロイッェル」ほか ライナー指揮のプロコフィエフの「アレキサンダー・ネフスキー」 グリュミオーの弾くドビュッシー ルクーの「ヴァイオリン・ソナタ」 シェッツの歌う「美しき水車小屋の娘」 ゼルキンの弾くメンデルスゾーンのピアノ協奏曲ト短調 ホルダ指揮のファリアの「三角帽子」 フィッシャー ディースカウの「後期ローマン派の歌曲」 / 寺西春雄、小石忠男、佐藤馨、木村重雄、大町陽一郎、梅木香、佐川吉男、河村博子、佐藤章、杉浦繁、宇野功芳、渡辺護
- 音楽の友. 22(9) (音楽之友社 1964-08) 私のきいた今月の新譜 タリアヴィーニのナポリ民謡集 / 小野桃代
- 音楽の友. 26(6) (音楽之友社 1968-06) 口絵 タリアヴィーニ
- レコード芸術. 17(7) (208) (音楽之友社 1968-07) グラビア ニコレ ランパル ゲルバー ハイドシェック コーガン 国立ソヴェト交響楽団 ソコロフ タリアヴィーニ カサドゥジュ バンベルク交響楽団 オーケストラル・スペース
- The English companion. 4(5) (吾妻書房 1968-08) インタビュー｢タリアヴィーニ｣ / 南川貞治
- レコード芸術. 17(14) (215) (音楽之友社 1968-12) カラー口絵 素顔の来日演奏家 / アンセルメ、ハイティンク、ヨッフム、ケルテス、クレツキ、マルケヴィッチ、パイヤール、スヴェトラーノフ、アラウ、アシュケナージ、ゲルバー、ハイドシェック、シュヴァルツコップ、タリアヴィーニ、ウィーン・フィルハーモニック弦楽四重奏団

## ディスコグラフィー

### スタジオ録音
- 1939 - Mozart - Requiem KV 626 - Ferruccio Tagliavini Pia Tassinari Ebe Stignani - Coro e Orchestra della Rai Torino Victor de Sabata
- 1941 - Mascagni - L'amico Fritz - Ferruccio Tagliavini Pia Tassinari Saturno Meletti - Coro e Orchestra della Rai Torino Pietro Mascagni
- 1952 - Bellini - La sonnambula - Lina Pagliughi Ferruccio Tagliavini Cesare Siepi - Coro Cetra Orchestra della Rai Torino Franco Capuana
- 1952 - Puccini - La bohème - Rosanna Carteri Ferruccio Tagliavini Elvina Ramella Giuseppe Taddei Cesare Siepi Pier Luigi Latinucci - Coro e Orchestra della Rai Torino Gabriele Santini
- 1953 - Puccini - Madama Butterfly - Clara Petrella Ferruccio Tagliavini Mafalda Masini Giuseppe Taddei - Coro Cetra Orchestra della Rai Torino Angelo Questa
- 1953 - Massenet - Werther - Ferruccio Tagliavini Pia Tassinari Vittoria Neviani Marcello Cortis - Coro e Orchestra della Rai Torino Francesco Molinari-Pradelli (sung in Italian)
- 1953 - Von Flotow - Martha - Elena Rizzieri Ferruccio Tagliavini Pia Tassinari Carlo Tagliabue - Coro e Orchestra della Rai Torino Francesco Molinari-Pradelli (sung in Italian)
- 1954 - Verdi - Rigoletto - Giuseppe Taddei Lina Pagliughi Ferruccio Tagliavini Giulio Neri - Coro e Orchestra della Rai Torino Angelo Questa
- 1954 - Verdi - Un ballo in maschera - Mary Curtis Verna Ferruccio Tagliavini Giuseppe Valdengo Pia Tassinari Maria Erato - Coro e Orchestra della Rai Torino Angelo Questa
- 1955 - Cilea - L'Arlesiana - Pia Tassinari Ferruccio Tagliavini Paolo Silveri Gianna Galli - Coro e Orchestra della Rai Torino Arturo Basile
- 1956 - Boito - Mefistofele - Giulio Neri Ferruccio Tagliavini Marcella Pobbé - Coro Teatro Regio Torino Orchestra della Rai Torino Angelo Questa
- 1956 - Puccini - Tosca - Gigliola Frazzoni Ferruccio Tagliavini Giangiacomo Guelfi - Coro e Orchestra della Rai Torino Arturo Basile
- 1959 - Donizetti - Lucia di Lammermoor - Maria Callas Ferruccio Tagliavini Piero Cappuccilli - Philharmonia Chorus & Orchestra Tullio Serafin
- 1968 - Donizetti - L'elisir d'amore - Fulvia Ciano, Ferruccio Tagliavini, Giuseppe Valdengo, Gianni Maffeo - Prague Chamber Orchestra & Czech Philharmonic Chorus Ino Savini

### ライヴ録音
- Falstaff con Mariano Stabile Tito Gobbi Cloe Elmo Franca Somigli Augusta Oltrabella direttore Tullio Serafin - Berlino 1941 edizione GOP
- Tosca con Stella Roman Alexander De Svéd direttore Walter Herbert - Città del Messico 1946 edizione EJS
- La bohème con Bidu Sayão John Brownlee Ghita Taghi Giacomo Vaghi direttore Antonio Guarnieri - Rio de Janeiro 1946 edizione Lyric Distribution
- La bohème con Bidu Sayão John Brownlee Mimi Benzell Nicola Moscona direttore Giuseppe Antonicelli - New York 1948 edizione WMR
- Lucia di Lammermoor con Lily Pons Robert Merrill Nicola Moscona direttore Pietro Cimara - New York 1948 edizione Bensar
- Lucia di Lammermoor con Lily Pons Frank Valentino Jerome Hines direttore Pietro Cimara - New York 1949 edizione Melodram
- L'elisir d'amore con Bidu Sayão Salvatore Baccaloni Giuseppe Valdengo direttore Giuseppe Antonicelli - New York 1949 edizione Melodram/GOP
- Tosca con Stella Roman Alexander De Svéd direttore Giuseppe Antonicelli - New York 1950 edizione Lyric Distribution
- La traviata con Licia Albanese Paolo Silveri direttore Alberto Erede - New York 1950 edizione Bongiovanni
- Werther (in italiano) con Giulietta Simionato Gino Orlandini Dora Gatta direttore Franco Capuana - Milano 1951 edizione Myto/Bongiovanni
- Lucia di Lammermoor con Lily Pons Giuseppe Valdengo Norman Scott direttore Fausto Cleva - New York 1951 edizione Bensar
- Tosca con Dorothy Kirsten Paul Schöffler direttore Fausto Cleva - New York 1952 edizione Melodram
- Tosca con Renata Tebaldi Tito Gobbi direttore Francesco Molinari Pradelli - Londra 1955 edizione Bongiovanni
- Un ballo in maschera con Antonietta Stella Giuseppe Taddei Ebe Stignani direttore Francesco Molinari Pradelli - Napoli 1956 edizione Opera Lovers
- Manon (in italiano) con Victoria de los Ángeles Afro Poli direttore Napoleone Annovazzi - Roma 1957 edizione Melodram
- Werther (in italiano) con Leyla Gencer Giuliana Tavolaccini Mario Borriello direttore Carlo Felice Cillario - Trieste 1959 edizione Replica/Opera d'Oro
- L'elisir d'amore con Alda Noni Paolo Montarsolo Arturo La Porta direttore Alberto Erede - Tokyo 1959 edizione VAI
- I pescatori di perle (in italiano)  con Marcella Pobbe Ugo Savarese direttore Oliviero De Fabritiis - Napoli 1959 edizione Melodram

## 映画
- Voglio vivere così 監督 Mario Mattoli (1942)
- La donna è mobile 監督 Mario Mattoli (1942)
- Ho tanta voglia di cantare 監督 Mario Mattoli (1943)
- Il barbiere di Siviglia 監督 Mario Costa (1947)
- Al diavolo la celebrità 監督 Steno e Monicelli (1949)
- I cadetti di Guascogna 監督 Mario Mattoli (1950)
- Anema e core 監督 Mario Mattoli (1951)
- Vento di primavera 監督 Giulio Del Torre e Arthur Maria Rabenalt (1959)